# الفن الكازاخستاني

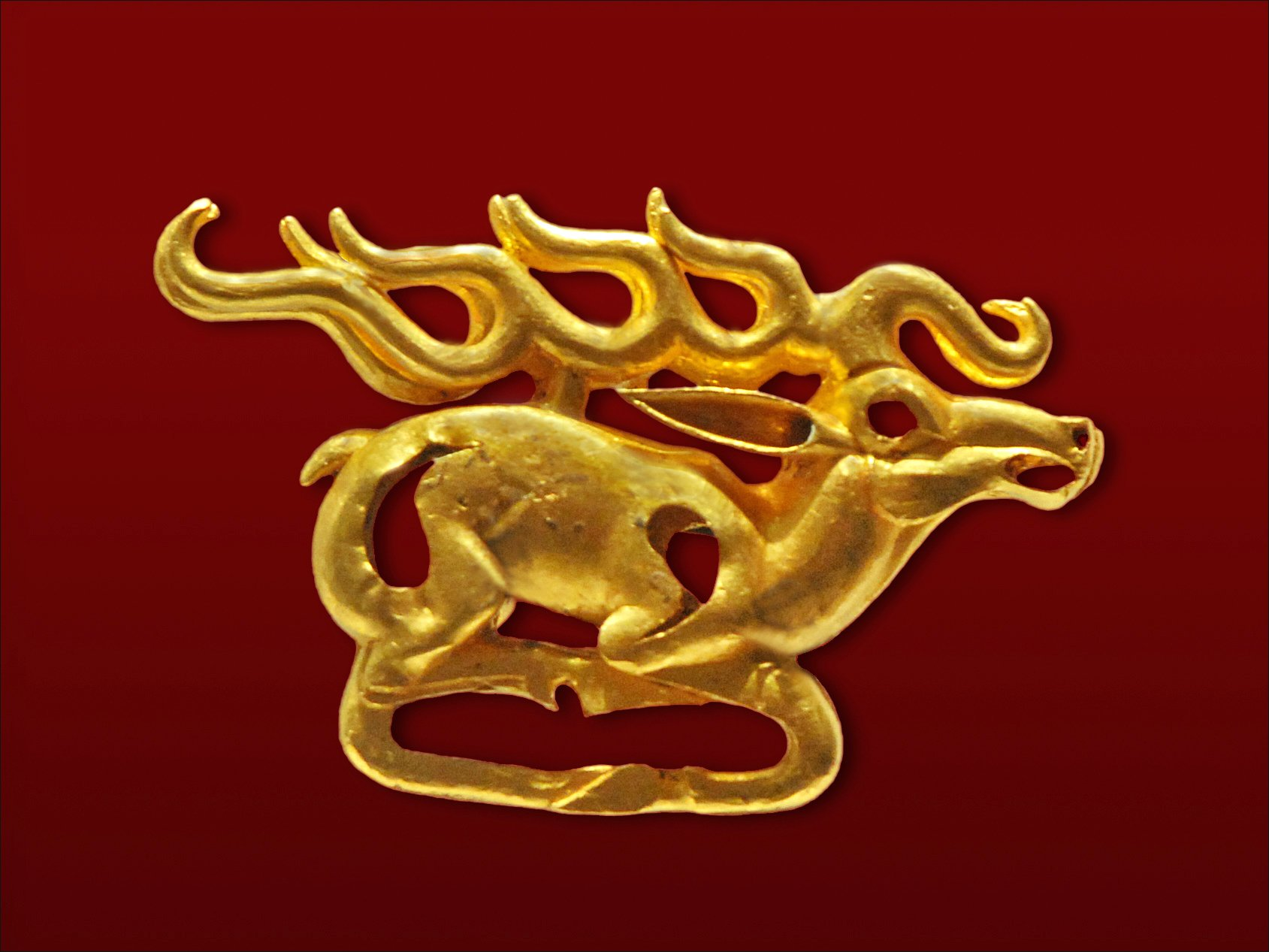
قطعة أثرية تستخدم لتزيين الملابس تعود إلى الفترة بين القرنين الثامن والسابع قبل الميلاد

يغطي فن كازاخستان جميع أشكال الفن التي ابتكرتها -عبر التاريخ- الشعوبُ التي تعيش على أراضي كازاخستان الحديثة.  
طوال معظم الفترات، كان الكثير من سكان كازاخستان من البدو الرُّحل أو على الأقل تنقلوا بانتظام عبر الدولة الشاسعة.
تنتمي الغالبية العظمى من فن كازاخستان إلى الفن التطبيقي: زخرفة الأشياء العملية، متضمنةً الأواني المنزلية والأدوات المزخرفة، من طريق الأشكال الفنية، مثل: نسج السجاد، والفخار، والأعمال الجلدية.  
يشمل فن كازاخستان أيضًا الهندسة المعمارية والفنون الجميلة والنحت.
على الرغم من حرص الكازاخيين المعاصرين في كثير من الأحيان على تأكيد شخصيتهم الوطنية، فإن الفن الكازاخستاني كان مرتبطًا في معظم الأوقات ارتباطًا وثيقًا بأساليب فنية أوسع، ولا سيما الفن السكيثي في الألفية الأولى قبل الميلاد والفن الإسلامي من القرن الثامن الميلادي فصاعدًا.  
في القرنين التاسع عشر والعشرين، كان الفن الروسي هو التأثير المهيمن.

## عصور ما قبل التاريخ
تحتل النقوش واللوحات الصخرية التي تعود إلى عصور ما قبل التاريخ مكانة بارزة بين آثار كازاخستان.  
النقوش الصخرية، أو النقوش الصخرية، المنقوشة في الصخر بأدوات حجرية أو معدنية، شائعة بصفة خاصة، والجيولوجيا والأشكال الأرضية لسلاسل الجبال في البلاد أفضت إلى انتشار هذا الشكل الفني.  
أدى غياب التأثير البشري في معظم أنحاء البلاد إلى الحفاظ على العديد من المعالم الأثرية وتوفير مادة غنية للدراسة.
أقدم الأمثلة على الفن في كازاخستان هي العصر الحجري القديم.
وجدت في جبال Hantau وKaratau، وهي تأخذ شكل صور حيوانات منحوتة في الصخور.
عُثِر على نقوش صخرية من العصر الحجري الحديث والعصر البرونزي في كهف Bayanaulsky (منطقة بافلودار)، وفي مضيق تانبالي (منطقة ألماتي). تحتوي الصور على إلك، وأسد، وصياد بقوس، وثور جرى تسخيره على عربة وبقرة. ووجدت على الشواطئ الشمالية لبحيرة بلخاش صورة مبارزة بين رجلين بسيف، تقف بجانبهما فتاة، وآخرون. تعطي فكرة عن المهن والعادات الرئيسية للقبائل القديمة التي تسكن أراضي كازاخستان الحديثة.
تقع النقوش الصخرية لمجمع Tamgaly الأثري، وهو أحد أقدم المعالم الفنية الصخرية وأكثرها حيوية في منطقة «الأنهار السبعة» (Zhetysu أو Semirechye) قرب بحيرة Balkhash، على بعد 170 كم شمال غرب مدينة ألماتي في جبال Anrakai. اكتُشِفت الرسوم  والنقوش الصخرية عام 1957 من قبل بعثة أثرية تابعة لأكاديمية العلوم في كازاخستان تحت إشراف A.G. Maximova.  
بدأت دراسة الحرم هناك، مع العديد من لوحات الكهوف، في السبعينيات والثمانينيات.  
يوجد نحو 2000 نقش صخري، يقع معظمها في الجزء السفلي من الوادي الرئيسي، وعلى جانب المضيق المجاور إلى الغرب.
تتنوع موضوعات الرسومات، وتشمل الشخصيات البشرية، والحيوانات، والفرسان، وصيد البشر، والحيوانات المفترسة، ومشاهد من الحياة اليومية، ورقصات طقسية، وآلهة برأس الشمس، والتركيبات متعددة الأشكال، التي تصور مشاهد لأشخاص وحيوانات وصيد الحيوانات وذبيحة الثيران.  
الصور الأكثر شيوعًا هي الخيول و الغزلان، التي ترمز إلى القوة والجمال في الفن الكازاخستاني، والنسور التي تمثل الخلود والسماء.
في العصر البرونزي، كانت أراضي كازاخستان الحديثة مأهولة بأناس من ثقافة أندرونوفو وثقافة بيجازي دانديباي في الجنوب.  
عالجت ثقافة أندرونوفو خامات المعادن، متضمنةً الذهب والنحاس وربما الفضة.  في بعض المناطق كانت هذه صناعة واسعة النطاق.
على الرغم من ندرة عمليات النجاة، فمن الواضح أن المنسوجات، ومعظمها من الصوف، التي كانت تستخدم عمومًا للملابس، إلى جانب الجلد والفراء.  
غالبًا ما كانت الملابس مزينة بنحو غني بالمجوهرات المعدنية والحجرية.  
بقيت الأوصاف اليونانية لباس البدو السهوب من العصر الحديدي، جنبًا إلى جنب مع الرسوم اليونانية والفارسية للشعوب التي سكنت  السهوب ذات الصلة.

## تاريخ بدائي

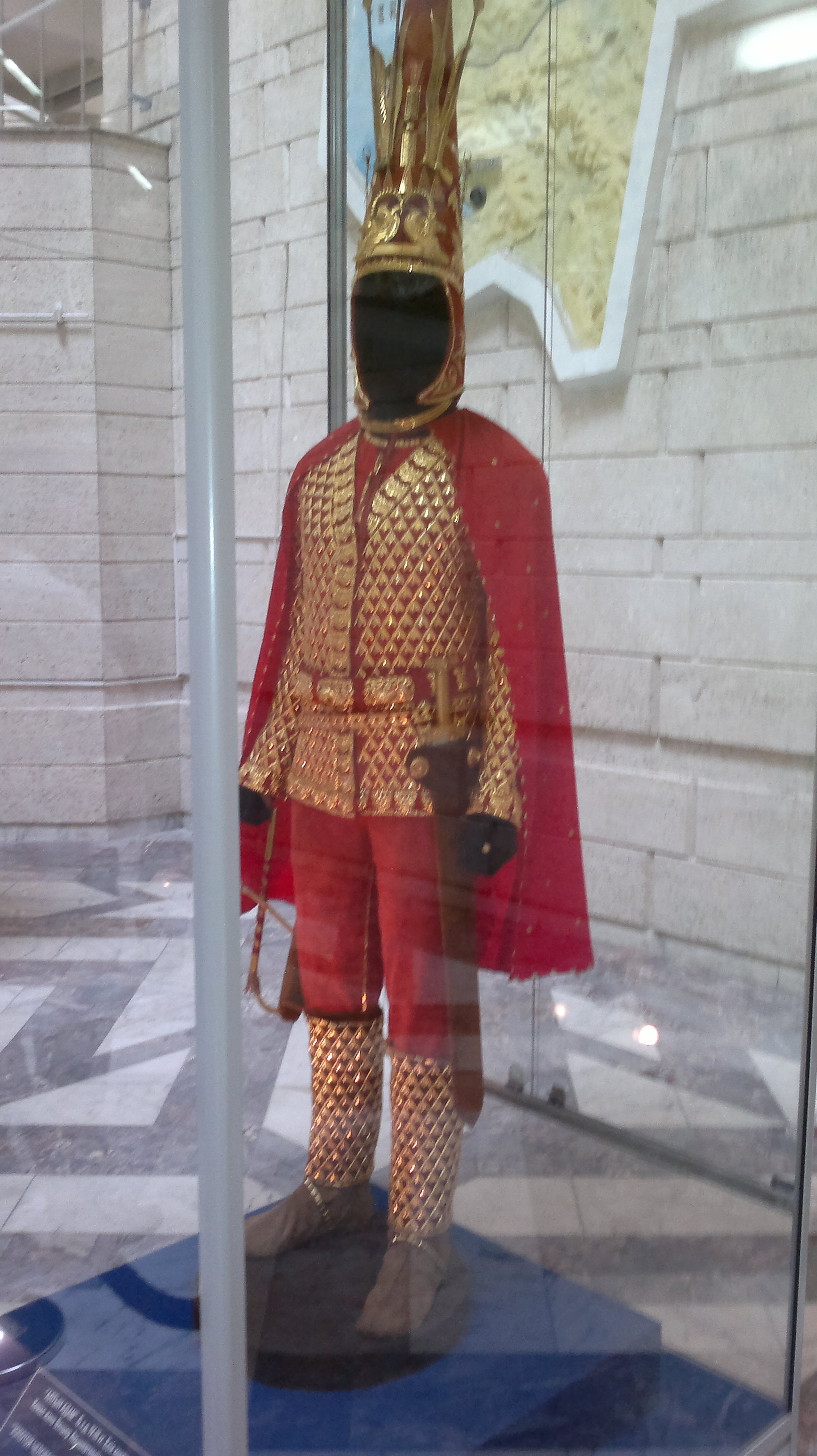
الرجل الذهبي في المتحف المركزي للدولة بجمهورية كازاخستان

في الألفية الأولى قبل الميلاد، احتلت قبائل ساكا أراضي كازاخستان الحالية في منطقة نهر إيلي، التي شكلت أعمالها الفنية جزءًا من التقاليد الأوسع للفن السكيثي عبر السهوب الأوراسية.  
معظم القطع الأثرية التي عُثِر عليها جاءت من تلال مدافن كورغان.  
حدث أشهر اكتشاف في عصر ساكا في إيسيك كورغان في جنوب شرق كازاخستان، بالقرب من مدينة ألماتي، عام 1969. وكان هذا الرجل (أو المرأة) الثري من ساكا، المعروف باسم «الرجل الذهبي»، ويرتدي دروعًا وأحذية وقبعة مزينة بالدروع. وجدت العديد من الصفائح الذهبية، بحيث كان الدفن يشبه تمثالًا من معادن ثمينة.كانت معظم المجوهرات التي عُثِر عليها من الذهب، وقد صنعت من طريق الصب، والختم، والنقش، والنحت (منحوتات دائرية) مع نقش بارز.
يرتدي «الرجل الذهبي» عمامة عالية القمة، مزينة بصفائح ذهبية، تصور الخيول ونمور الثلج والطيور والأشجار ذات التيجان المنتشرة، وقلادة على شكل طوق ذهبي برأس نمر عند كل طرف.  
يوجد في شحمة الأذن اليسرى حلق ذهبي بزخرفة فيروزية.  
يتدلى سيف في غمد مغطى بالجلد الأحمر من الحزام إلى اليمين، وإلى اليسار خنجر حديدي في غمد مع طبقات ذهبية تصور موس يركض وحصانًا.  
على صفائح ذهبية، على جانبي الخنجر، توجد أشكال حيوانات منحوتة، من بينها الذئب والثعلب والأغنام الجبلية والغزلان البور والثعلب والأفعى.
القبعة الطويلة يمكن مقارنتها بفساتين الرأس الطويلة المصنوعة من الساوكلي، التي أصبحت اليوم جزءًا من زي  الزفاف التقليدي للمرأة الكازاخستانية.
عُرضت كنوز تل إيسيك، متضمنةً نسخة طبق الأصل من «الرجل الذهبي»، في الأصل، في المتحف الكازاخستاني للآثار في ألماتي، وهي الآن في متحف الدولة للذهب والمعادن الثمينة لجمهورية كازاخستان في أستانا.
أصبح «الرجل الذهبي» على النمر المجنح أحد الرموز الرئيسية لكازاخستان.
عُثِر على العديد من لوحات «بالبالس» أو kurgan stelae، متجانسة على شكل شخصيات بشرية، تتصدر kurgans، أو تحيط بها في مجموعات